# マギステル・ミリトゥム
マギステル・ミリトゥム（ラテン語: magister militum, 軍司令官、総司令官、軍務長官）とは、帝政後期のローマ帝国における公職のひとつで、コンスタンティヌス1世の治世（306年 - 337年）に創設された高位の武官を指す。同じくコンスタンティヌス1世によって創設されていた、歩兵部隊を率いるマギステル・ペディトゥム（magister peditum, 歩兵長官）と、騎兵部隊を率いるマギステル・エクィトゥム（magister equitum, 騎兵長官）の上位に位置づけられた。

## 概要
マギステル・ペディトゥムとマギステル・エクィトゥムは、コンスタンティウス2世らコンスタンティヌス1世の後継者たちによってガリア道 (Praetorian prefecture of Gaul) ・イタリア道 (Praetorian prefecture of Italy) ・イリュリクム道 (Praetorian prefecture of Illyricum) ・オリエンス道 (Praetorian prefecture of the East) の各行政区に1人ずつ置かれるようになった。両マギステルは単一の人物に束ねられることもあった。そのような指揮官は即応部隊として活動する野戦機動軍「コミタテンセス」 (Comitatenses) を指揮できた（マギステル・エクィトゥムが指揮をとることもあった）。
帝国西方においては「マギステル・ウトリウスクァエ・ミリタエ」と呼ばれた。この単語自体は上位の軍団指揮官という意味しかなさなかったが、実際にはマギステル・ミリトゥムに就任する者はアルボガステス、スティリコ、アエティウス、リキメルなどのように主に帝位の陰の権力として登場した。

## 著名なマギステル・ミリトゥム
383-385/8年: フラウィウス・バウト
385/8-394年: アルボガスト
383-408年: フラヴィウス・スティリコ
Comes et Magister Utriusque Militiae
411 – 421年: フラウィウス・コンスタンティヌス
433 – 454年: フラウィウス・アエティウス
455 - 456年: アウィトゥス
456 – 472年: リキメル
475–476年: フラウィウス・オレステス
ガリア道のマギステル・ミリトゥム
425–430年:  フラウィウス・アエティウス
イリリクム道のマギステル・ミリトゥム
395-?年 アラリック1世
468–474年: ユリウス・ネポス
オリエント道のマギステル・ミリトゥム
383年: リコメル
460年代: アスパル
469–471年: ゼノン
529–531年: ベリサリオス
532–533年: ベリサリオス
542年: ベリサリオス
549–551年: ベリサリオス
Praesentalis
394–408年: フラヴィウス・スティリコ
399-400年: ガイナス